# Gymnopilus filiceus
Gymnopilus filiceus är en svampart som först beskrevs av Mordecai Cubitt Cooke, och fick sitt nu gällande namn av Rolf Singer 1955. Gymnopilus filiceus ingår i släktet Gymnopilus och familjen Strophariaceae.   Inga underarter finns listade i Catalogue of Life.